# Eau (trójznak)
Eau – trójznak składający się z liter E, A i U. Występuje w języku angielskim i francuskim. Oznacza dźwięk polskiego o. Przykładem, w którym jest trójznak eau jest francuskie miasto Bordeaux. W międzynarodowej transkrypcji fonetycznej IPA oznaczany jest symbolem [o]